# Птеридомания
Птеридома́ния (англ. Pteridomania), или па́поротниковая лихора́дка (Fern-Fever) — повальное увлечение папоротниками в викторианскую эпоху в Великобритании. Нашло отражение во всем викторианском декоративно-прикладном искусстве: в керамике, стекле, металле, текстиле, дереве, печати по бумаге и скульптуре. Основной пик популярности пришёлся на 1850—1890-е годы.

## Термин
Термин «птеридомания» придумал Чарльз Кингсли в 1855 году в книге «Glaucus, or the Wonders of the Shore» соединением двух слов: «птеридофиты» (группы споровых сосудистых растений) и «мания»:
Ваши дочери, возможно, уже увлеклись «птеридоманией» … и спорами по поводу непроизносимых названий некоторых из видов папоротников (которые кажутся разными в каждой новой книге о папоротниках, которые они покупают)… и тем не менее вы не можете отрицать, что они находят в этом увлечении огромное удовольствие, стали более активны и веселы, и что это хобби увлекло их гораздо сильнее, чем когда-то романы, сплетни, вязание крючком и берлинская шерсть.

## История
Само увлечение птеридоманией начало развиваться ещё в 1830-х годах, когда ученые-ботаники и любители стали проявлять всё больший интерес к растительности сельской местности Великобритании. В эту эпоху особенно были популярны науки о природе, такие как ботаника, химия и геология, что также способствовало развитию интереса у современников.
Интерес к цветам и папоротникам воспринимался как «подходящее» увлечение для леди с пытливым умом, в отличие от «жестких» естественных наук: философии, математики и химии. Конечно же, независимо от того, какое научное исследование папоротников провела женщина, она никак не могла быть признана в качестве ученого или исследователя. Истинная наука считалась прерогативой мужчин; к примеру, Беатрикс Поттер была экспертом английских грибов, но не получила академического признания за свою работу.
Другое влияние на папоротниковую моду оказала Всемирная выставка 1851 года. Хрустальный дворец имел огромный успех у общественности и положил увлечение зимними садами и ящиками Варда. Всё это делали из стекла, которое было доступно даже среднему классу, что давало возможность каждому обзавестись собственным зимним садом. Для зимнего сада нужны были подходящие растения, и папоротники соответствовали всем требованиям, отличаясь декоративными видом и хорошо приживаясь в искусственной среде.
Энтузиазм в отношении коллекционирования оказал огромное влияние на растительность Британских островов; некоторые дикие популяции до сих пор не восстановились.